# Скитов, Артём Александрович
Артём Алекса́ндрович Скито́в (бел. Арцём Аляксандравіч Скітоў; род. 21 января 1991, Витебск) — белорусский футболист, защитник.

## Карьера
В детстве занимался прыжками на батуте и считался весьма перспективным. Футболом стал заниматься в первом классе, когда уговорил родителей отвести его в специализированную секцию. Первый тренер — Алексей Николаевич Проскурин.
Артём прошел через систему всех юношеских и молодёжных команд футбольного клуба «Витебск». Выступал, преимущественно, на позиции правого полузащитника. В 2007 в составе команды до 17 лет стал вице-чемпионом юношеского первенства Беларуси.
В 2008 году был переведён в дублирующий состав «Витебска». За основную команду дебютировал 4 июля 2009 года, выйдя на замену в матче 12 тура чемпионата Беларуси против солигорского «Шахтёра».
В сезоне 2011 прочно закрепился в основе витебского клуба. По итогам сезона команда заняла предпоследнее 11 место и играла переходные матчи за право остаться в высшей лиге с минским «Партизаном». В ответной игре забил свой первый мяч в составе «Витебска», что, тем не менее, не спасло команду от вылета.
В январе 2012 года проходил просмотр в гродненском «Немане», но в итоге остался в витебском клубе. В январе 2013 снова был приглашён на просмотр в «Неман», однако в ходе тренировочного сбора команды в Польше получил травму «разрыв крестообразной связки» и выбыл почти до самого конца сезона 2013.
В январе 2014 года продлил контракт с «Витебском». Стал играть преимущественно на позиции правого защитника. Помог витебскому клубу по итогам сезона 2014 вернуться в Высшую лигу.
В январе 2015 стало известно, что Артём продолжит выступать за «Витебск» в высшей лиге. В сезоне 2015 прочно выступал на позиции правого защитника. В октябре получил травму, из-за которой выбыл до конца сезона. В конце декабря продлил контракт ещё на один год.
В сезоне 2016 стал одним из лидеров команды. По количеству времени, проведённому на поле (2374 минуты), уступил лишь Артему Соловью. «Витебск» закончил чемпионат на 6 месте. Сразу по окончании сезона подписал с клубом новый контракт.
В сезоне 2017 стал безальтернативным игроком основного состава, пропустив за год один матч из-за повреждения. Прогресс Артёма не остался незамеченным главным тренером национальной сборной Беларуси Игорем Криушенко, включившим его в расширенный состав команды. В июле в составе сборной клубов Беларуси принял участие в турнире «Кубок Короля». В первом матче против сборной Буркина-Фасо вышел на замену на 59 минуте, а в финале против сборной Таиланда сыграл весь матч. Команда уступила в серии послематчевых пенальти, решающий удар Артём не реализовал. В декабре подлил контракт с клубом ещё на один год.
23 марта 2018 года был выбран капитаном команды на сезон 2018. В дальнейшем продолжал появляться в основе. В январе 2022 года продлил контракт с «Витебском».

## В сборных
Выступал за молодёжную сборную Беларуси. Дебютировал 8 октября 2010 в товарищеском матче против сверстников из Финляндии, выйдя на замену на 65-й минуте. Всего за команду Юрия Шуканова провёл 9 игр.

### Статистика
| Сезон | Дивизион | Клуб    | Страна                    | Матчи | Голы |
| ----- | -------- | ------- | ------------------------- | ----- | ---- |
| 2008  | дубль    | Витебск | Флаг Беларуси (1995—2012) | 25    | 0    |
| 2009  | Д1       | Витебск | Флаг Беларуси (1995—2012) | 2     | 0    |
| 2010  | Д1       | Витебск | Флаг Беларуси (1995—2012) | 11    | 0    |
| 2011  | Д1       | Витебск | Флаг Беларуси (1995—2012) | 22    | 0    |
| 2012  | Д2       | Витебск | Флаг Беларуси             | 10    | 0    |
| 2013  | Д2       | Витебск | Флаг Беларуси             | 4     | 0    |
| 2014  | Д2       | Витебск | Флаг Беларуси             | 28    | 0    |
| 2015  | Д1       | Витебск | Флаг Беларуси             | 18    | 0    |
| 2016  | Д1       | Витебск | Флаг Беларуси             | 27    | 0    |
| 2017  | Д1       | Витебск | Флаг Беларуси             | 29    | 0    |
| 2018  | Д1       | Витебск | Флаг Беларуси             | 29    | 1    |
| 2019  | Д1       | Витебск | Флаг Беларуси             | 21    | 0    |
| 2020  | Д1       | Витебск | Флаг Беларуси             | 27    | 0    |
| 2021  | Д1       | Витебск | Флаг Беларуси             | 24    | 0    |
| 2022  | Д1       | Витебск | Флаг Беларуси             | 27    | 0    |
| 2023  | Д2       | Витебск | Флаг Беларуси             | 31    | 0    |